# گریت وال کالیبر
گریت وال کالیبر (چینی: 长城酷熊) یک هاچ بک شهری با سایز کوچک است. این خودرو را می‌توان با کیا سول، کیا کارنیوال، کیا کارنز، مینی‌ماینر کلاب من، ب‌ام‌و سری ۲ اکتیوتورر مقایسه کرد.

## طراحی
گریت وال کالیبر با انتخاب سه موتور ۱٫۲ لیتری دیزلی، ۱٫۳ لیتری و ۱٫۵ لیتری شروع می‌شود

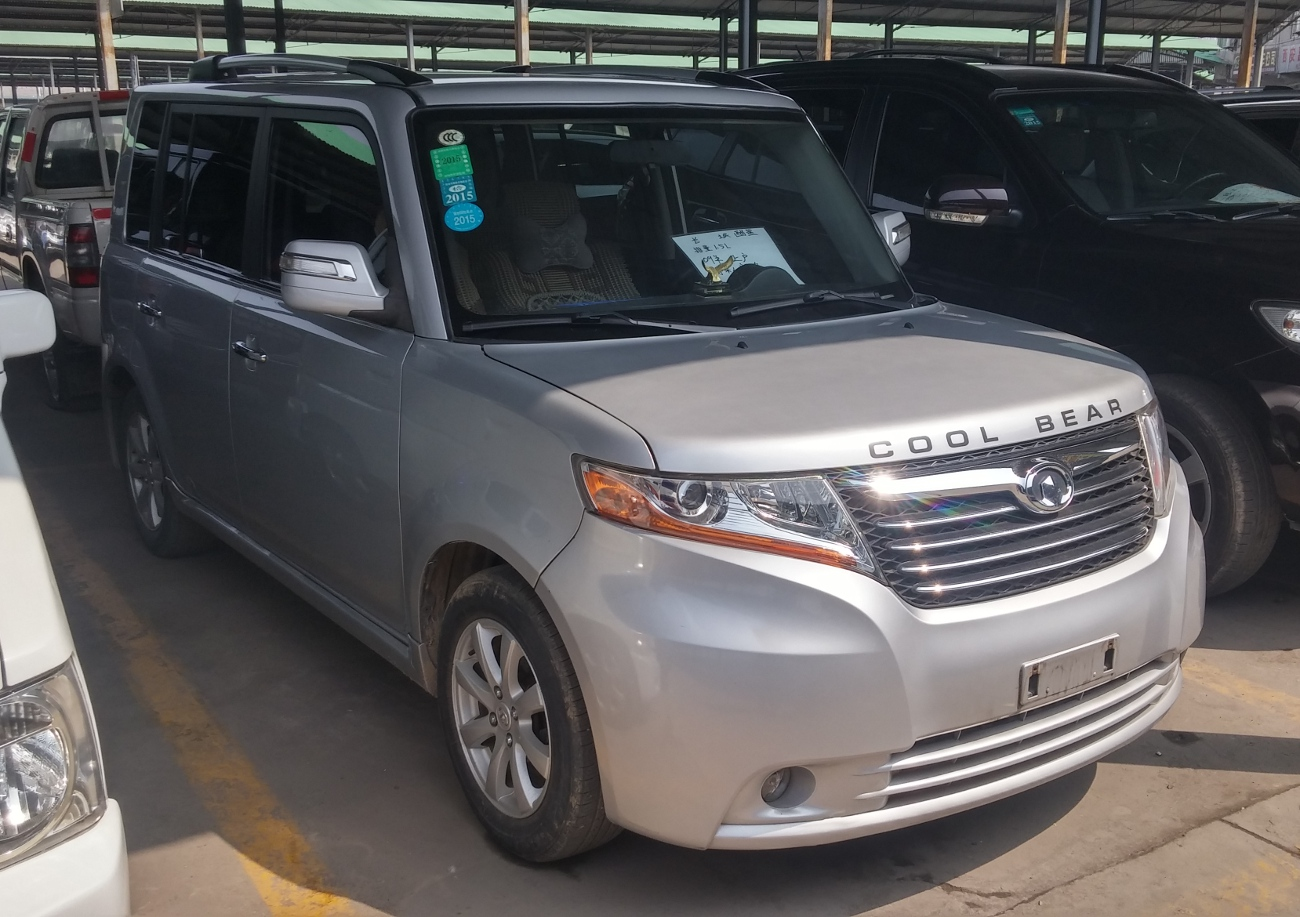
گریت وال کالیبر، نسخه قبل از فیس لیفت.
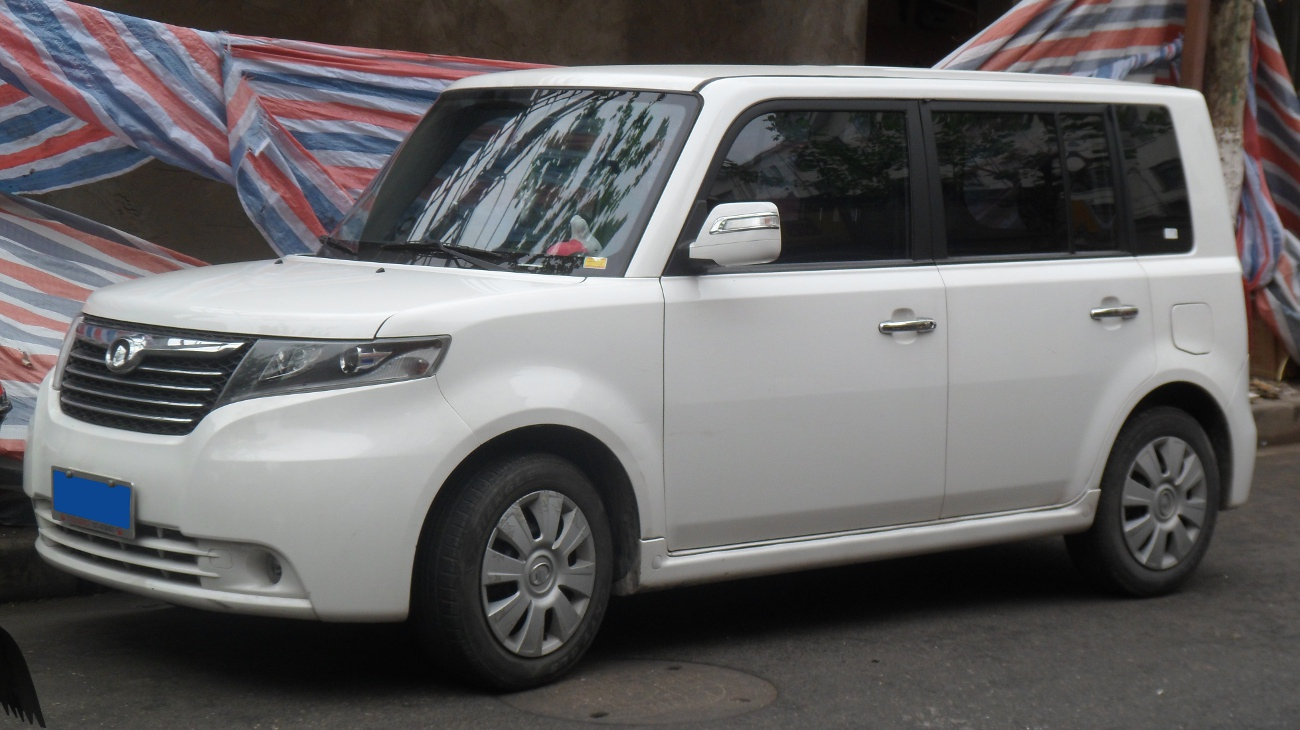
نمای جلوی گریت وال کالیبر.
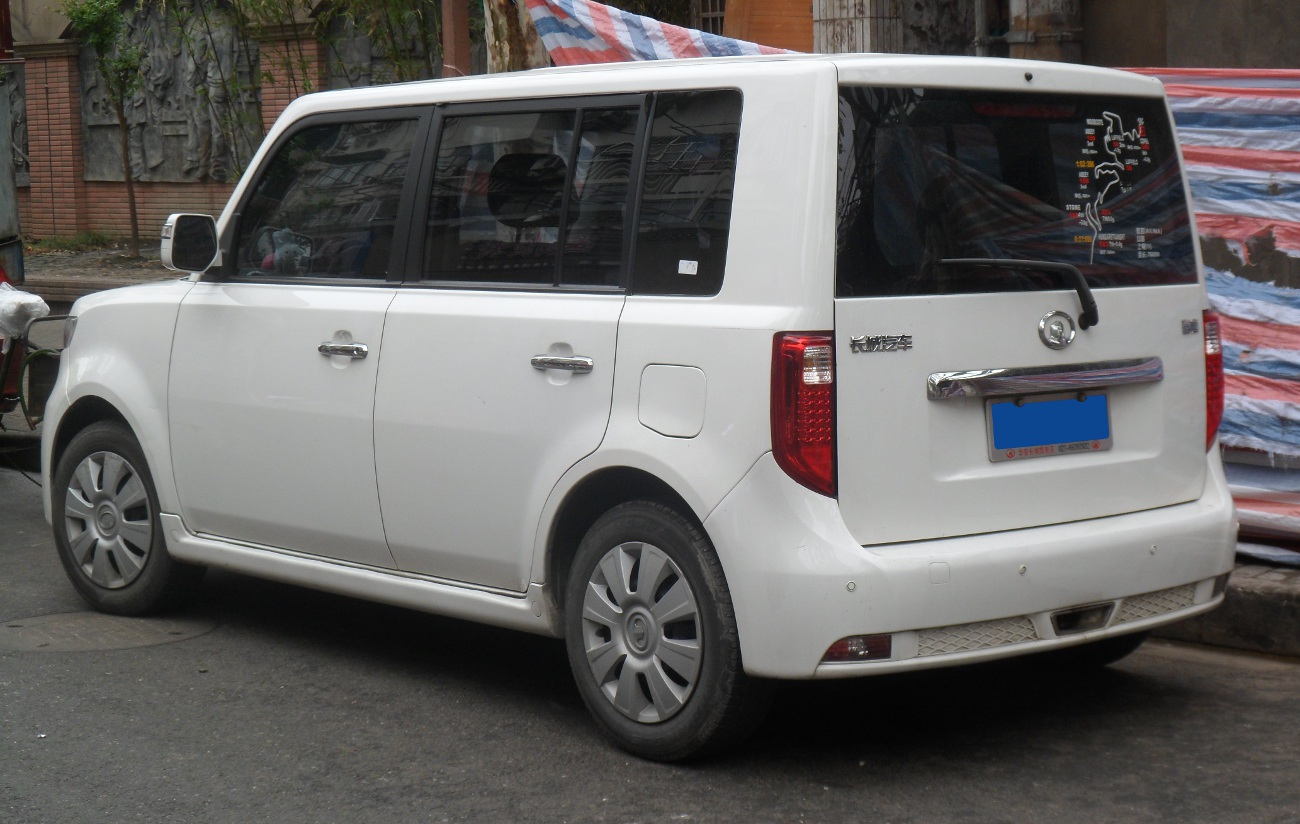
نمای عقب گریت وال کالیبر.

## گریت وال هاوال ام۲
گریت وال هاوال ام۲ نسل دوم گریت وال کالیبر است که پس از چند سال راه اندازی شد و تحت نام تجاری «هاوال» به بازار عرضه شد

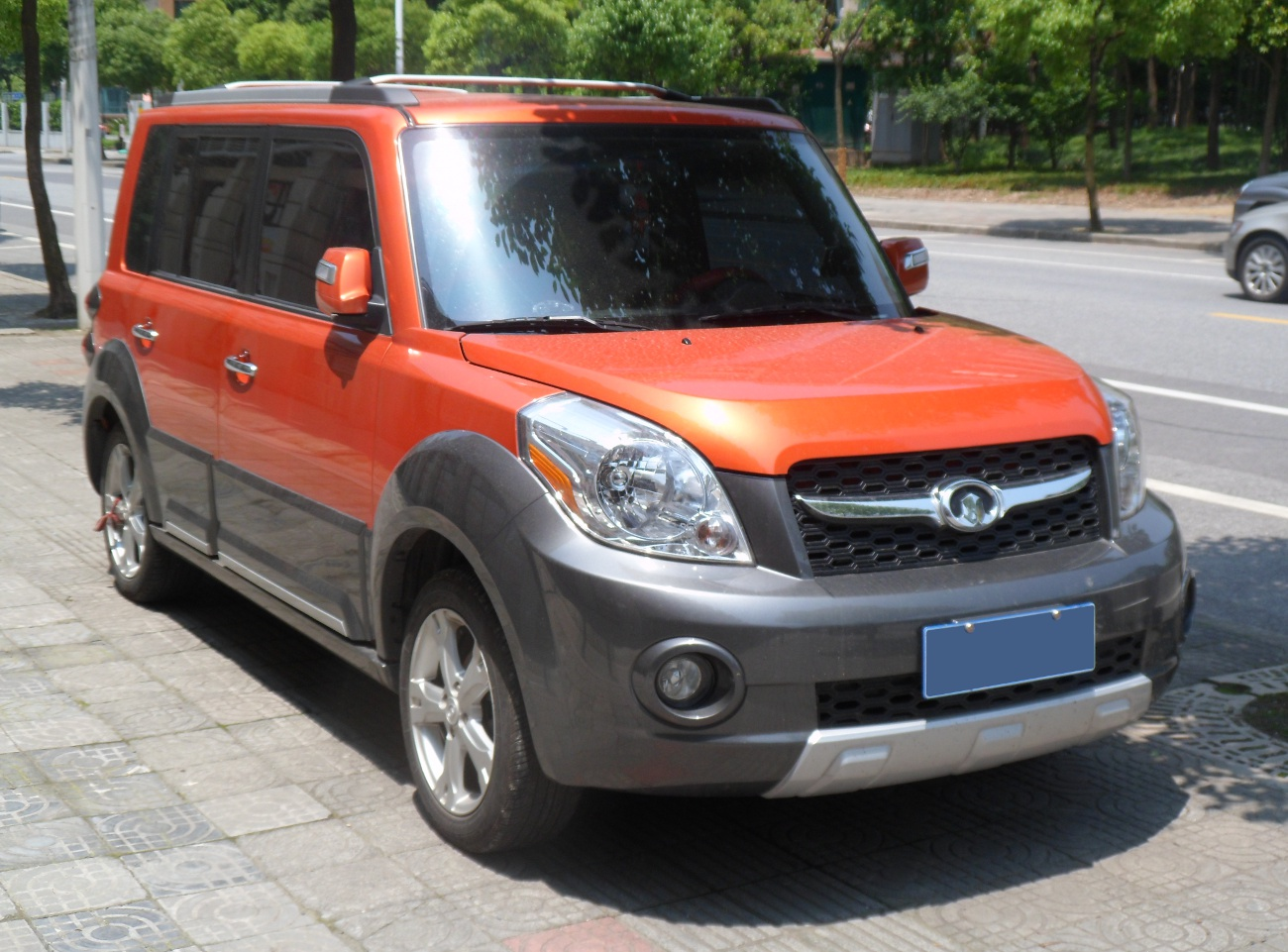
نمای جلوی گریت وال هاوال ام۲.
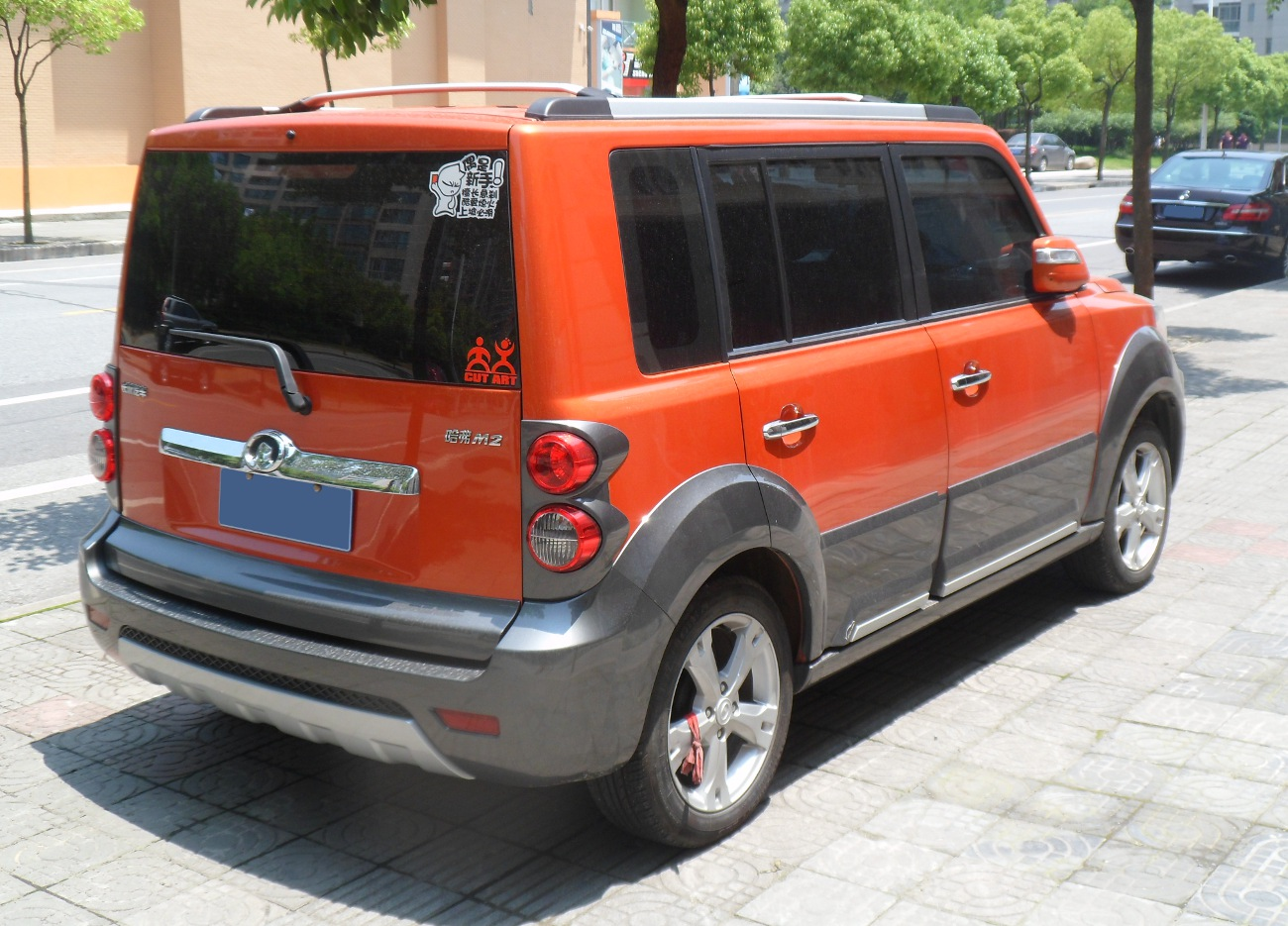
نمای عقب گریت وال هاوال ام۲